# Tommy Wonder
Tommy Wonder (* 29. November 1953 in Lisse; † 26. Juni 2006) war ein holländischer Zauberkünstler. Sein bürgerlicher Name war Jacobus Maria „Jos“ Bemelman.

## Karriere
Schon mit 10 Jahren begann Tommy Wonder zu zaubern, sodass er bereits mit 18 Jahren Profi wurde. Nachdem Tommy Wonder drei Jahre lang Schauspiel, Tanz und Gesang an der Academie voor Podiumvorming in Den Haag studiert hatte, tourte er mit De Haagsche Comedie zwei Jahre lang. Zu dieser Zeit trat er, im Talentwettbewerb Plankenkans, zum ersten Mal im holländischen Fernsehen auf und erzielte dort den ersten Platz (1977). In der Jury der Show saß der damals bereits dreifache Zauberweltmeister und schon zu Lebzeiten legendäre Fred Kaps. Jener war von Tommy Wonders Vorführung begeistert, doch lernten sie sich trotz gegenseitiger Bewunderung nie nahe kennen. Tommy Wonder erwähnte, dass Fred Kaps „had a certain quality, to give [magic] importance; a certain class. Sometimes, when I am working on a problem, I think, 'What would Kaps have done?' - and then usually it's quite obvious.“
Bei den Weltmeisterschaften der Zauberkunst 1979 (in Brüssel) und 1988 (in Den Haag) erlangte Wonder jeweils den 2. Platz (zuerst in der Sparte Mikromagie, dann in Allgemeine Magie). 1998 erhielt er den Performer Fellowship Award der Academy of Magical Arts in Hollywood. Wonder war unter anderem in Las Vegas und Monte Carlo tätig.

## Werk und Wirkung
Überdies war Wonder als geschätzter Erfinder und Autor ausgiebig auf dem Gebiet der Zauber-Theorie tätig. In diesem Sinne veröffentlichte er zwei Meilensteine der Zauberkunst: Erstens die zweibändigen The Books of Wonder (Hermetic Press, 1996), sowie die DVD-Reihe Visions of Wonder 1-3, auf der er zusammen mit Max Maven seine Kunststücke analysiert.
Seine Widmung der Books of Wonder ist bereits bezeichnend für seinen philosophischen, und doch pragmatischen, Stil: „Dedicated to those magicians who place magic above comfort and reward.“
Der renommierte amerikanische Verlag für Zauberkunst L&L Publishing kommentiert Wonders DVDs folgendermaßen:
„Tommy Wonder is a living legend in magic. The routines, philosophy, creative process, and thinking detailed on Visions of Wonder are why he is hailed by his peers as one of the top performers and thinkers in magic and why many consider him one of the most important magicians of our time.“
Tommy Wonder gilt bis heute als einer der innovativsten Künstler der Zauberei. Seine Entwicklungen und Denkanstöße haben die Zauberkunst nachhaltig geprägt. Vor allem aufgrund seines Gespürs für Timing, Zuschauerinteraktion, Schauspiel und Technik steht er unter Kollegen in höchsten Ehren. Seine Hingabe an die Zauberkunst und sein Gespür für Details ist nahezu unerreicht. In einem Interview mit der Magischen Welt, lobte David Copperfield Wonders "unglaublich gute Ideen"." und sagte: "Tommy war wirklich ein Genie. Er war ganz offensichtlich brillant. Er hat der Zauberkunst viele neue Impulse gegeben und einiges zur Veränderung beigetragen. Ich habe gerade ein Video von ihm noch mal angeschaut und das Verschwinden seines Vogelkäfigs beobachtet. Eine unglaubliche Arbeit. Er war sehr gescheit."
Auf die Frage hin, was ihn zu seiner Arbeit motiviert, antwortete Wonder: „The psychology of magic I find very fascinating - how you can deceive someone, how you can put pictures in a person's mind. It's a world in itself, where the impossible is true.“
Im Juni 2006 verstarb Tommy Wonder nach einem kurzen Kampf an Lungenkrebs. Seine Homepage dient im Moment zur Sammlung von Nachrufen.
 Am 5. August 2006 erhielt er posthum den Theory & Philosophy Award bei den FISM Zauber-Weltmeisterschaften in Stockholm. Im Sommer 2013 zitierte die Magische Welt ein Kapitel aus Books of Wonder.